# Václav Kliment Klicpera
Václav Kliment Klicpera (23. listopadu 1792 Chlumec nad Cidlinou – 15. září 1859 Praha) byl český spisovatel a dramatik.

## Život

### Mládí a studia
Byl druhým dítětem krejčovského cechmistra Václava Klicpery z Chlumce nad Cidlinou (1763–1812) a jeho manželky Anny, rozené Krenčíkové (1765–1835). Učil se krejčovství, vyučil se řeznictví.
Roku 1808 zanechal řemesla a studoval na gymnasiu v Praze; roku 1813 začal studovat filosofii. Necelé dva roky studoval medicínu a přestoupil na humanitní studia, kde roku 1819 získal aprobaci pro humanitní obory gymnázií.

### České ochotnické divadlo v Praze
Starší bratr František uvedl Václava do společnosti vlasteneckých studentů. Od roku 1813 se stal členem ochotnické družiny, která obnovila divadelní představení v češtině, hraná ve Stavovském divadle. Zde se také seznámil s ochotnickou herečkou Annou Švamberkovou (1794–1837), která se později stala jeho ženou. Sám byl jako herec úspěšný a v době pražského pobytu napsal přes 20 divadelních her. Jako první byla na jevišti Stavovského divadla v Praze uvedena 25. března 1816 jeho rytířská hra „Blaník“.

### V Hradci Králové
Roku 1819 se stal humanitním profesorem v Hradci Králové. Mezi jeho žáky patřili Karel Jaromír Erben, Josef Jaroslav Langer, Josef Kajetán Tyl. Spolu s manželkou Annou (roz. Švamberkovou) se aktivně zúčastnil společenského života a jeho zásluhou se z Hradce Králové stalo druhé centrum české kultury po Praze. U královéhradeckého nakladatele Jana Hostivíta Pospíšila vydal velkou část svého díla.
V Hradci Králové žil do roku 1846.

### V Praze
Roku 1846 odešel do Prahy vyučovat na Akademické gymnázium. Mezi jeho žáky patřili Josef Václav Frič, Vítězslav Hálek, Jan Neruda nebo Albín Bráf.
Aktivně se zúčastnil revolučního roku 1848, byl jmenován členem Národního výboru a zvolen tribunem studentské kohorty, byl zvolen zemským poslancem za Chlumec a Hradec Králové. Vydávání sebraných spisů Václava Klimenta Klicpery bylo v důsledku revolučních událostí roku 1848 přerušeno a došlo k němu znovu až v letech 1862–1863.
Roku 1850 se stal školním radou a prozatímním ředitelem (prefektem) akademického gymnázia, které před tím bylo prohlášeno za české, téhož roku se stal členem Královské české společnosti nauk.
Roku 1852 byl jmenován skutečným ředitelem gymnázia, ale 1853 byl, pod záminkou vyšetřování studentských aktivit, penzionován. V Praze k jeho žákům patřili Jan Neruda, Vítězslav Hálek, Vojta Náprstek, Miroslav Tyrš, Václav Vlček.
Jeho pohřeb na pražských Olšanských hřbitovech se stal tichou národní demonstrací.

### Rodinný život

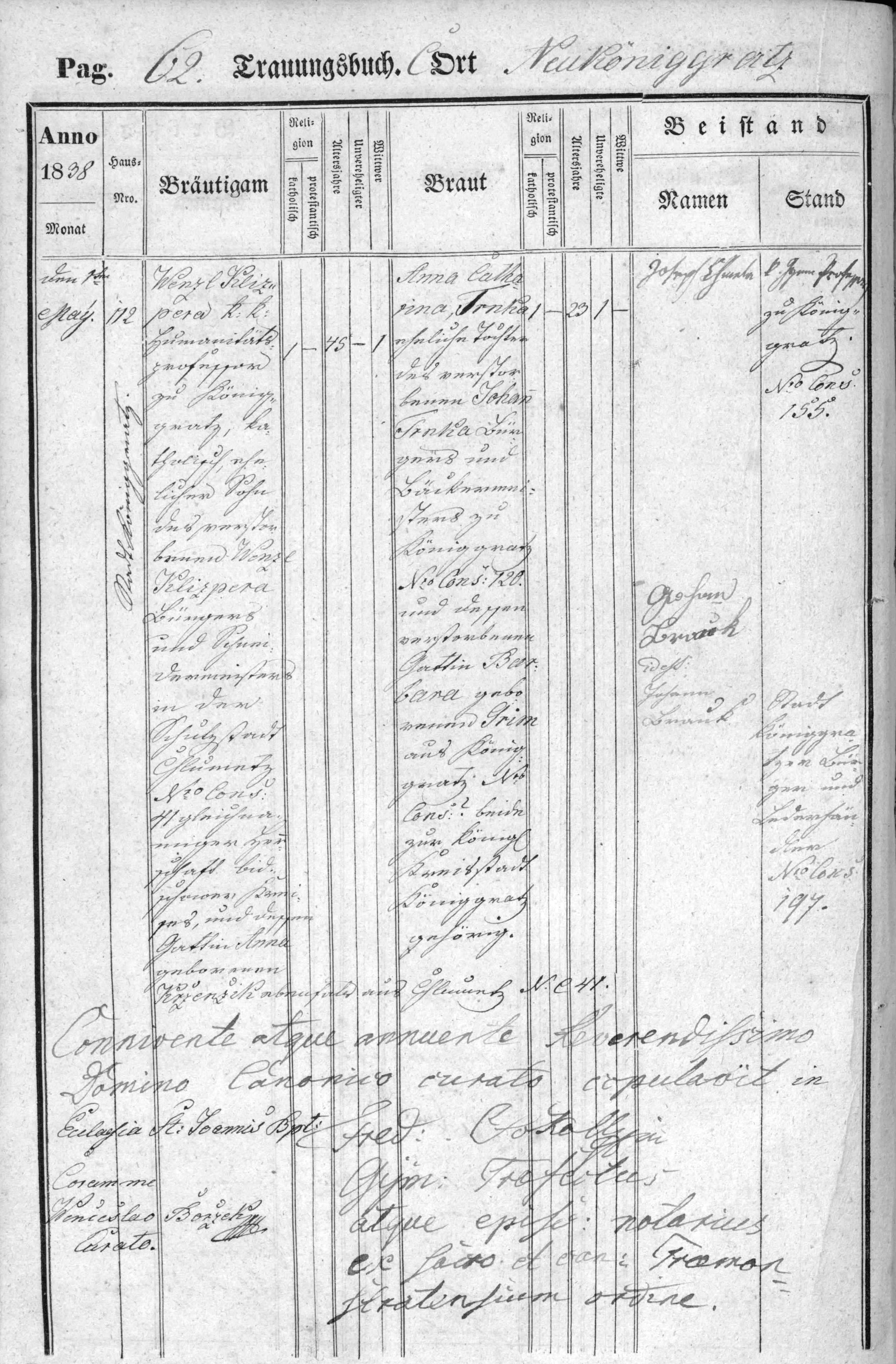
Matriční záznam – svatba V. K. Klicpery a Anny Trnkové, 1838

Starší bratr František Klicpera (1791–1821) byl lékařem, básníkem a prozaikem. Uvedl Václava Klimenta Klicperu do společnosti mladých.
Dne 17. října 1819 se v pražském kostele Panny Marie Sněžné oženil s Annou Švamberkovou (20. 11. 1796 – 25. 3. 1837), kterou poznal při pražských ochotnických představeních.
Dne 9. května 1838 se podruhé oženil s Annou Trnkovou (1814–1900).
V prvním manželství měl Václav Kliment Klicpera 10 dětí, ve druhém dvě. Policejní přihláška Klicperova pražského pobytu (s druhou manželkou) zaznamenala pět dětí z prvního (Bedřich (1826–1861), Marie (provd. Valentová, 1824–1867), Ludmila (1822–1854), Anna (provd. Palkovičová, 1830–1888) a Františka (1831–1865)) a jedno z druhého manželství. Syn z druhého manželství Ivan Klicpera (1845–1881) byl prozaik, který se věnoval historickým tématům..

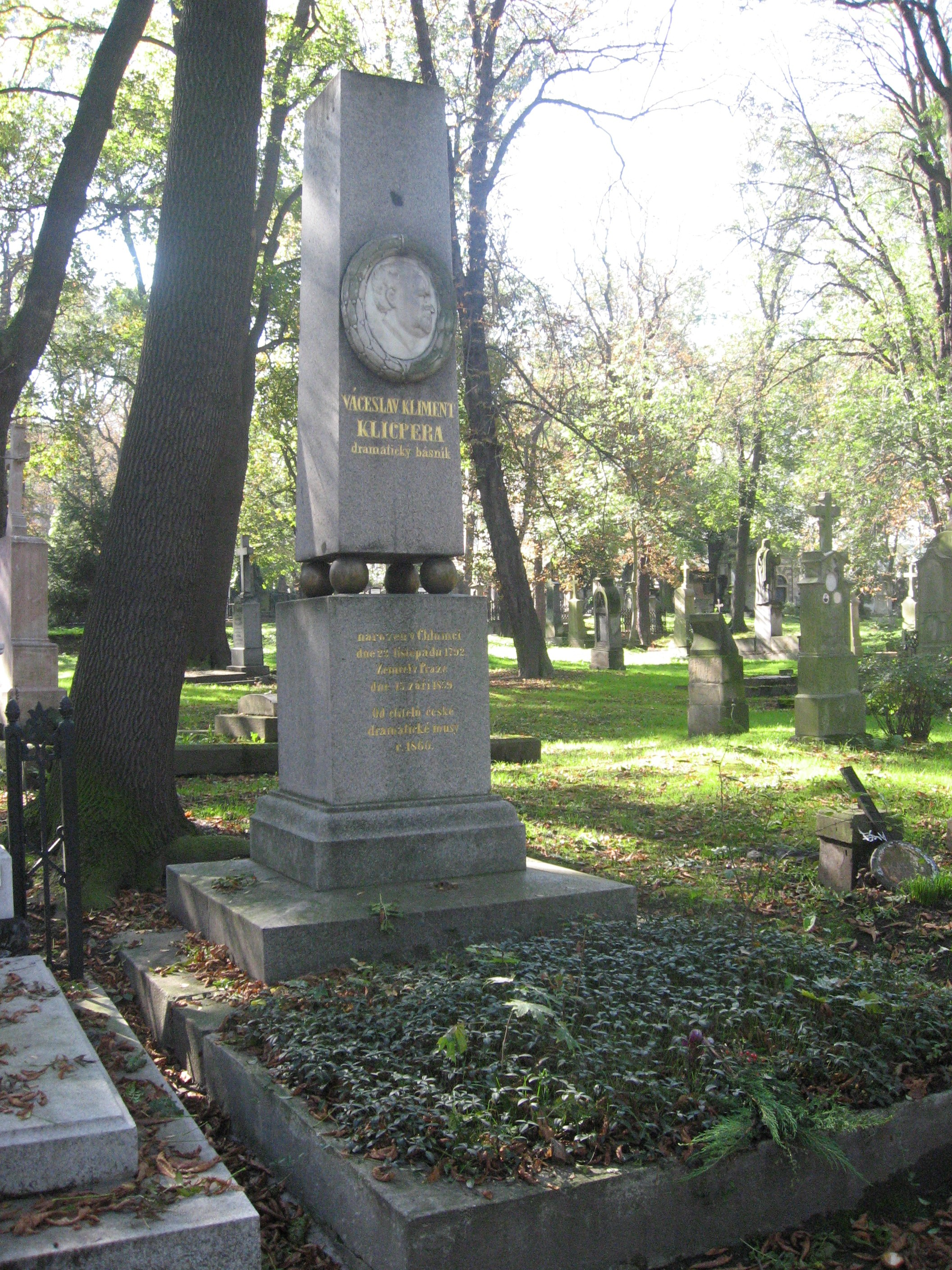
Klicperův hrob na Olšanech

## Zajímavosti
Dobový tisk popisoval Klicperu jako vynikajícího společníka, který mezi jiným rád a dobře zpíval. Krom toho se uvádí, že:
| „                   | V užší společnosti rád hrával v karty a tu "bulka" bývala jeho oblíbenou hrou, ve které dospěl k takovému mistrovství, že nejen na Hradecku, nýbrž i v celé vlasti pravidel jeho se dokládáno. Bylť totiž rozmanité zvyky a způsoby této hry uvedl ve verše žertovné, což vyšlo tiskem pod jmenem "osmmecítma pravidel hry šestadvacet". Hráti "po Klicperovsku" dosud největší chválou mezi bulkáři. | “ |
| — Světozor, 23/1868 | |   |

Další zajímavostí je, že Václav K. Klicpera vytvořil v roce 1824 v časopise Čechoslav jméno pro ducha krkonošských hor Krakonoše, čímž reagoval na Čelakovského pokus pojmenovat ho Řepočet. Dříve byla tato bytost známá také jako Rýbrcoul, resp. německy Rübezahl.

## Posmrtná ocenění
- Za zásluhy o město byl – ještě za života, v říjnu 1833 – jako vůbec první jmenován čestným občanem Hradce Králové[16]
- Na domě č. 129 na Malém náměstí v Hradci Králové je umístěna pamětní deska
- Klicperovo divadlo je v Hradci Králové
- Na královéhradeckém divadle je též od roku 2002 Klicperova busta od sochaře Vladimíra Preclíka[17]
- Pomník Václava Klimenta Klicpery je v Chlumci nad Cidlinou[18]
- Pamětní deska Václava Klimenta Klicpery je na jeho rodném domě v Chlumci nad Cidlinou[19]
- Klicperova ulice je v mnoha českých a moravských městech, např. v Praze, Hradci Králové, Chlumci n. C., Brně, Plzni atd.
- V roce 1959 byla vydána československá poštovní známka s jeho portrétem (autoři: Karel Svolinský a Jindřich Schmidt).

## Dílo
Byl prvním skutečným dramatikem národního obrození, autorem několika desítek her. Tato dramata jsou v nejrůznějších stylech od historických dramat vysokého stylu, rytířských her přes frašky a komedie až k hrám situovaným do současnosti. Napsal celkem 57 divadelních her.
Hojně využíval tzv. metodu kuklení – tzn. někdo se vydává za něco, co není, nebo za někoho, kým není.
Jeho dílo mělo na českou tvorbu poměrně velký vliv, který je patrný např. v Tylových dílech.

### Kuklení – charakteristika pojmu
Kuklení je ve Slovníku literární teorie charakterizováno jako „metaforické označení dramatické techniky záměn a převleků, jejíž jádro spočívá v tom, že se jednotlivé postavy buď vydávají za to, čím nejsou (Gogol, Revizor), nebo jsou – třeba proti své vůli – za někoho zaměňovány (Shakespeare, Komedie plná omylů).“ Technika záměny jedné postavy v druhou má velmi hluboké kořeny, sahá už do dob Plauta, pokračuje přes Shakespeara, Goldoniho, Molièra ke Gogolovi. V českém prostředí se dramatickému prvku záměn postav věnoval jeden z našich předních dramatiků V. K. Klicpera, dále bychom mohli jmenovat například Simeona Karla Macháčka a jeho drama Ženichové.
Samotný V. K. Klicpera ve svých jednotlivých hrách používá výraz, že se někdo za někoho „zakuklil“, o nastalé situaci pak mluví jako o „kuklenině“. Literární historik Oldřich Králík uvádí, že zásadní přínos Klicperova kuklení spočívá v nevědomosti zaměňované osoby o dané záměně. Jedné z nejznámějších a nejčastěji hraných her V. K. Klicpery Hadriánovi z Římsů je tato nevědomost převleku nejvíce patrná. Za skutečného rytíře Hadriána z Římsů, aniž by to on sám věděl či po záměně toužil, se totiž vydávají hned dva další lidé. Ony nevědomé záměny můžeme vysledovat i ve hrách Zlý jelen či Tři hrabata najednou. Ve Třech hrabatech najednou nalézáme dokonce zcela totožný prvek kuklení jako v Hadriánovi z Římsů. V obou hrách máme jednou tři Hadriány, podruhé tři hrabata Vladimíry.

#### Princip kuklení
Na druhou stranu princip kuklení nemusí být vždy nevědomý. V. K. Klicpera občas využívá i záměny, tento nápad pak pochází přímo z hlavy „zakuklené“ osoby. Tak je tomu například ve hrách Zlý jelen či v Bělouších. Ve Zlém jelenovi tak dochází k zakuklení hraběte do svého sluhy a sluhy naopak do postavy hraběte s cílem odhalit pravé smýšlení svých poddaných.
Ke všem záměnám však může podle O. Králíka dojít pouze na základě neměnných charakterů postav. Postavy mohou být veselé, urozené, chytré, zlé, anebo smutné, neurozené, hloupé, hodné. Postavy se tak stávají neměnnými figurkami, jedině tak může být vytvořena ona Klicperova „kuklenina“, aniž by došlo k chaosu. Komplikované postavy, na které není pohlíženo černobíle, je velmi obtížné zakuklit, navíc by se tak vyrušilo zesměšnění konkrétní neřesti určité postavy, jako je například hypochondrie Hadriána z Římsů, „pánbíčkářství“ Jenovéfy či „majetkuchtivost“ Světislava. Dostáváme se tak k podstatě Klicperových her, v nichž je vždy na jednoduché figurce kritizována jedna špatná vlastnost, jež je zakuklena do jiné postavy, a tím ještě výrazněji zveličena a zkritizována. I podle významného francouzského filozofa H. Bergsona se společnost neustále převléká do různých sociálních rolí, avšak důležitější je forma, ne obsah. Aby tedy mohly být postavy zaměněné, musí se jednat o strnulé neměnné loutky s pevně daným charakterem.
Dalším Králíkovým postřehem je propojení Klicperova kuklení s morálkou. V. K. Klicpera na základě kuklení totiž zdůrazňuje morálku, etické hodnoty člověka i zlehčení drobných lidských negativních vlastností. Přestože je V. K. Klicpera vůči svým postavám velmi kritický, nepůsobí jeho kritika nijak ostře a jeho hry vyznívají mile. I přes negativní vlastnosti jeho postav si diváci Hadriána i Jenofévu oblíbí, neboť V. K. Klicpera kritizuje smíchem.
Mezi typickou záměnu u V. K. Klicpery patří převlek pána a sluhy, přičemž si obě postavy vymění pouze své šaty a „kuklenina“ je dokonána. Mohli bychom rozšifrovat tři účely kuklení. Jde o cíl lásky, potrestání a poznání.

#### Druhy kuklení
Láska je jednou z nejdůležitějších hodnot v Klicperových hrách a v drtivé většině jeho veseloher je cílem kuklení dát dohromady dva zamilované lidi a ověřit jejich lásku. Dívka má povětšinou vyšší společenský status, její vyvolený bývá obyčejný sluha, ale často to může být zakuklený hrabě. Tak je ve hře poukazováno na úsloví, že láska i hory přenáší, nehledě na společenské postavení. K tomuto druhu kuklení dochází například ve hrách Hadrián z Římsů, Zlý jelen, Tři hrabata najednou či Lesní hvězda aneb charakterové.
Dalším sledovaným cílem je potrestání společenských nešvarů, prohřešků. K tomu dochází v další velmi známé Klicperově hře – Divotvorný klobouk. Zde navíc není zakuklena postava, ale pouze předmět. Pomocí zakukleného kouzelného klobouku dochází k potrestání hamižnosti, tedy jedné z typických lidských neřestí – lakotě. V Rohovínovi Čtverrohém se zase pranýřuje postava městského „chytrolína“, v Ptáčníkovi jde o kritiku zahleděnosti člověka pouze do sebe samotného.
V neposlední řadě je účelem kuklení poznání skutečného stavu věcí, aniž by byla známa předem společenská role postavy. Tuto tendenci nalezneme ve Zlém jelenovi, v němž se chce hrabě přesvědčit o poctivých a nepoctivých lidech na svém panství. I ve Třech hrabatech najednou kromě cíle svést dvě zamilované duše dohromady, nalézáme ještě druhý účel kuklení, a to poznání hraběte skutečných poměrů na jeho hrabství. Můžeme tak sledovat tendenci prolínání všech cílů kuklení.

### Tragédie
- Soběslav (1824)
- Libušin soud (1821). Dostupné online.
- Svatislav, poslední Svatoplukovec

### Komedie a frašky
- Bělouši (1816). Dostupné online.
- Divotvorný klobouk (1817). Dostupné online.
- Hadrián z Římsů (1821). Dostupné online.[p 3]
- Každý něco pro vlast (před rokem 1829). Dostupné online.
- Potopa světa (1815 nebo 1816). Dostupné online.
- Rohovín Čtverrohý (1821). Dostupné online.
- Veselohra na mostě (1826). Dostupné online.
- Zlý jelen. Dostupné online.
- Žižkův meč (1815) Dostupné online.
- Dobré jitro! (1815) Dostupné online.
- Ptáčník (před rokem 1837). Dostupné online.
- Ženský boj (před rokem 1827). Dostupné online.

### Historické
- Uhlířka
- Nizozemčanné v Praze. Dostupné online.
- Eliška Přemyslovna
- Fridrich Bojovný
- Jan Hus – tuto hru spálil

### Loupežnické
- Loupežníci v táborském lese
- Valdek
- Loketský zvon
- Loupež

### Pohádky
- Blaník
- Jan za chrta dán (podle básně Karla Sudimíra Šnajdra)
- Česká meluzina

### Libreta
- Žížkův dub, 1826 (zhudebněno dvakrát: 1841 Žižkův dub Františka Bedřicha Kotta a 1847 Žižkův dub Jiřího Macourka)

### Romány a povídky
- Pindar a Korina (před rokem 1823)
- První mlýn v Praze
- Točník (1827)
- Příchod Karla IV. do Čech
- Král Jan Slepý
- Svatý Ivan